# Zaginiony ląd (film)
Zaginiony ląd (tytuł oryg. Land of the Lost) – amerykański film fabularny powstały w 2009 roku na podstawie serialu telewizyjnego z lat 70. i jego remake’u z lat 90. XX wieku.
Film kręcono w Dumont Dunes, La Brea Tar Pits, Lancaster, Los Angeles, Trona.
Zaginiony ląd to film zrealizowany dla wytwórni filmowej Universal Studios – 100 Universal City Plaza.

## Fabuła
Film opowiada o grupie trzech naukowców dowodzonej przez dr. Ricka Marshalla, którzy wybrali się na wyprawę w dziką przyrodę w odległy, zapomniany zakątek świata. Tam przenoszą się w czasie i odkrywają wielkie prehistoryczne stworzenia. Od tej pory są zdani tylko na siebie w walce o przetrwanie w krainie pełnej grasujących dinozaurów i fantastycznych stworzeń.

## Obsada
- Will Ferrell jako Rick Marshall
- Anna Friel jako Holly
- Peter Barton jako Danny McBride
- Michael Papajohn jako astronauta
- Jorma Taccone jako Chaka
- Pollyanna McIntosh jako Pakuni Woman
- Mousa Kraish jako Barry
- Seth Bauer jako Sleestak

## Nagrody i nominacje
Złota Malina 2009
- Najgorszy remake, sequel lub zrzynka
- Najgorszy film (nominacja)
- Najgorsza reżyseria – Brad Silberling (nominacja)
- Najgorszy scenariusz – Chris Henchy, Dennis McNicholas (nominacja)
- Najgorszy aktor – Will Ferrell (nominacja)
- Najgorszy aktor drugoplanowy – Jorma Taccone (nominacja)
- Najgorszy duet – Will Ferrell i każdy inny aktor (nominacja)